# Otto Fröhmcke (Politiker)
Otto Friedrich Theodor Fröhmcke (* 15. November 1867 in Malchin; † 24. November 1941 in Neustrelitz) war ein deutscher Politiker. Von 1927 bis 1932 gehörte er dem Landtag des Freistaates Mecklenburg-Strelitz an.

## Leben und Wirken
Otto Fröhmcke war der Sohn eines Malers. Nach dem Besuch der Volksschule absolvierte er von 1882 bis 1886 eine Schneiderlehre in seiner Geburtsstadt Malchin. Danach arbeitete er in Neustrelitz als Herrenkleidermacher, später auch Hofdamenkleidermacher und Schneiderobermeister. 1896 heiratete Fröhmcke die Schneiderstochter Ernestine, geb. Otto (* 1871). Aus der Ehe gingen vier Kinder hervor.
Fröhmcke war Vorsitzender des Landesverbands Mecklenburg-Strelitz für Handwerk und Gewerbe. Ab 1927 war er Beisitzer beim Landesarbeitsgericht und ab 1929 Mitglied des Bezirksverwaltungsgerichts Neustrelitz. Er engagierte sich auch in der Kommunalpolitik als Stadtverordneter von Neustrelitz.
Von Juli 1927 bis Februar 1932 war Fröhmcke Abgeordneter des vierten und fünften Landtages von Mecklenburg-Strelitz. Zunächst Vertreter des VHG (Verband für Handwerk und Gewerbe), schloss er sich 1928 mit den Abgeordneten Franz Gundlach (DDP), Roderich Hustaedt (DDP), Heinrich Jacobs (VHG), Bernhard Nebe (VdH) und Karl Rohde (VHG) zur Fraktion Wirtschaftliche Arbeitsgemeinschaft zusammen. Diese fusionierte 1931 mit der Arbeitsgemeinschaft der Mitte zur Fraktion Bürgerliche Mitte (BM), deren Vorsitzender Fröhmcke wurde.
Am 16. April 1929 wurde Fröhmcke vom Landtag zu einem von zwei Parlamentarischen Staatsräten im Staatsministerium von Mecklenburg-Strelitz gewählt. Diese wurden dem alleinigen Staatsminister Kurt von Reibnitz beigeordnet. Die Wahl der Parlamentarischen Staatsräte war bei der Regierungsbildung auf einen Vorschlag von Kurt Häntzschel hin durchgeführt worden, führte aber in der folgenden Zeit zu Streitigkeiten über ihre Befugnisse und Wahlmodalitäten. Schließlich beschloss das Staatsministerium, dass die Parlamentarischen Staatsräte vom Staatsminister bestimmt und abgewählt werden sollten und nur als Berater fungierten. 1931 wurde Fröhmcke von Reibnitz, gegen den ein Misstrauensantrag lief, am 4. Dezember 1931 aus der Position entlassen, durch dessen Nachfolger Heinrich von Michael aber noch am gleichen Tag wieder eingesetzt. Bei der Neubildung der Regierung berief Michael am 7. April 1932 den NSDAP-Abgeordneten Fritz Stichtenoth zum Parlamentarischen Staatsrat und Fröhmcke schied aus dem Amt.
Im März 1933 hätte Fröhmcke als Nachrücker von Gundlach erneut in den Landtag einziehen können (7. Wahlperiode), lehnte das Mandat jedoch ab.
Im Juli 1934 wurde Fröhmcke vom Schöffengericht Neustrelitz wegen Untreue und Betrugs zu einer Geldstrafe verurteilt. Ihm wurde vorgeworfen, sein Amt als Bevollmächtigter der Schneiderzwangsinnung ausgenutzt zu haben, indem er ein Konto der Innung für private Zwecke nutzte und für gelieferte Uniformen zu hohe Preise verlangte. Fröhmcke musste sein Haus verkaufen, um die Strafe zu bezahlen. Da er von der NSDAP boykottiert wurde, verlor er schließlich auch seinen Herrenschneidereibetrieb und lebte zuletzt von den Einkünften aus einer kleinen Schneiderei. Mit 74 Jahren starb er an den Nachwirkungen eines Hirnschlags.